# Кашина Нуова (Павија)
Кашина Нуова је насеље у Италији у округу Павија, региону Ломбардија.
Према процени из 2011. у насељу је живело 34 становника. Насеље се налази на надморској висини од 101 м.